# 昭王 (周)
昭王（卲王、しょうおう）は、周朝の第4代王。

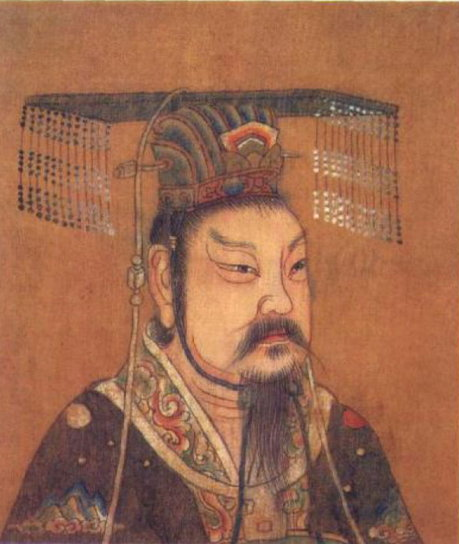
昭王 (周)

即位後、淮夷の反乱が発生したがこれを平定した。積極的な南方遠征で東夷26邦を従わせ、さらに楚への遠征を実施するが、遠征途中に行方不明となった。楚軍の攻撃により戦死したと言われている。
『史記』の周本紀によると、南方を巡狩（視察）して戻ってくることなく死に、その死は諸侯にも知らされなかった。一方、同書の斉太公世家によると、斉の桓公が諸侯を率いて楚を破った。そのとき楚の成王への問責の一つに、300年前昭王が南方の巡狩から帰ってこなかったことをあげている。昭王が楚王の先祖との戦いで戦死したことは、諸侯のあいだで周知であったとみえる。